# Joost van Buren

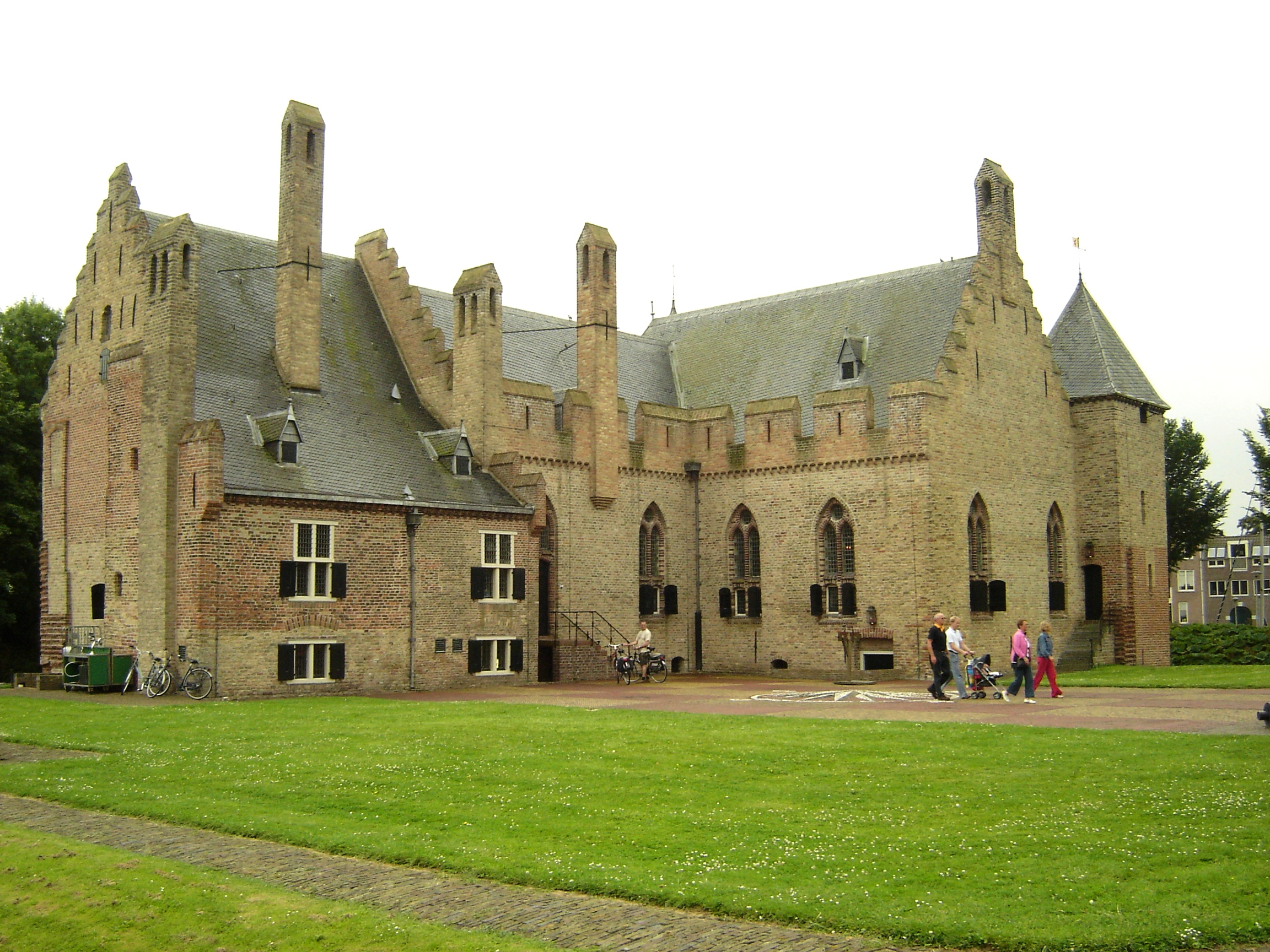
Medemblik

Joost van Buren (15e eeuw - 16e eeuw) was de slotvoogd van Kasteel Radboud in Medemblik ten tijde van het beruchte Tweede Medemblikse beleg van 1517.
Toen de legers van de Friese en Gelderse vrijbuiters onder leiding van Grutte Pier en Grutte Wierd het stadje plunderden en de inwoners vermoordden, handelde Van Buren snel en liet velen van hen het kasteel binnen. Hier konden de soldaten van de Arumer Zwarte Hoop hen niet deren. Uit woede en uit onmacht staken die vervolgens Medemblik in brand, maar het kasteel en de toren van de Bonifatiuskerk bleven overeind aangezien die van steen waren gebouwd. De rest van de bouwwerken was in die dagen nog van hout gemaakt.
Door zijn optreden wist Joost van Buren vele van zijn stadsgenoten voor een wisse dood te behoeden.
Bekend uit deze tijden is de zin: ...geheelyck ende al verbrant ende gedestrueert, alsoe dat aldaer die glasen en veynsteren, kelcken noch ornamenten en zijn gebleven ende de clocken gesmolten en bedorven...